# Marie Marshall
Marie Marshall (* vor 1986 in Dallas, Texas) ist eine Schauspielerin.

## Leben
Marshall hatte 1986 ihren ersten kleinen Filmauftritt in Joey. Es folgten weitere Filmauftritte wie etwa in Blue Jean Cop (1988), Der Ring der Musketiere (1992), Eine betrügerische Hochzeit (1998) und What Happens Next (2011).
Größere Rollen in Fernsehserien spielte sie als Mary Springer MacGregor in Billy (1992), als Solange in Palm Beach-Duo (1992–1993) und als Rosie Pomeranz in Live Shot (1995). Sie hatte einige weitere Gastrollen in Serien, wie etwa in True Blue (1989), Überflieger (1991), Raumschiff Enterprise: Das nächste Jahrhundert (1993), L.A. Law – Staranwälte, Tricks, Prozesse (1994), Der Marshal (1995), Babylon 5 (1995/1998), Pretender (1999) und Law & Order: Special Victims Unit (2011).

## Filmografie (Auswahl)
- 1986: Joey
- 1988: Blue Jean Cop
- 1989: True Blue (Fernsehserie, eine Folge)
- 1991: Überflieger (Wings, Fernsehserie, eine Folge)
- 1992: Billy (Fernsehserie, 13 Folgen)
- 1992: Der Ring der Musketiere (Ring of the Musketeers, Fernsehfilm)
- 1992–1993: Palm Beach-Duo (Silk Stalkings, Fernsehserie, vier Folgen)
- 1993: Raumschiff Enterprise: Das nächste Jahrhundert (Star Trek: The Next Generation, Fernsehserie, eine Folge)
- 1994: L.A. Law – Staranwälte, Tricks, Prozesse (L.A. Law, Fernsehserie, eine Folge)
- 1995: Live Shot (Fernsehserie, drei Folgen)
- 1995: Der Marshal (The Marshal, Fernsehserie, eine Folge)
- 1995/1998: Babylon 5 (Fernsehserie, zwei Folgen)
- 1996: One West Waikiki (Fernsehserie, eine Folge)
- 1997: Hang Time (Fernsehserie, eine Folge)
- 1998: Eine betrügerische Hochzeit (Chance of a Lifetime, Fernsehfilm)
- 1998: Ein Trio zum Anbeißen (Two Guys, a Girl and a Pizza Place, Fernsehserie, eine Folge)
- 1998: Ein Vater zum Küssen (The Tony Danza Show, Fernsehserie, eine Folge)
- 1999: Pretender (The Pretender, Fernsehserie, eine Folge)
- 2000: Colourful
- 2000: Other Voices
- 2000: Allein gegen die Zukunft (Early Edition, Fernsehserie, eine Folge)
- 2011: Law & Order: Special Victims Unit (Fernsehserie, eine Folge)
- 2011: What Happens Next